# Baltimore Bandits
Die Baltimore Bandits waren ein US-amerikanisches Eishockeyfranchise der American Hockey League aus Baltimore, Maryland. Die Spielstätte der Bandits war die Baltimore Arena.

## Geschichte
Die Baltimore Bandits wurden 1995 gegründet und schlossen somit die Lücke, die sich in der American Hockey League durch die Umsiedlung der Baltimore Skipjacks nach Portland als Portland Pirates ergeben hatte. In den beiden Spielzeiten, in denen die Bandits in der AHL spielten, erreichten sie jeweils die Playoffs und schieden in ihrer Premierensaison erst in der zweiten Playoffrunde gegen die Syracuse Crunch knapp mit 3:4 in der Best-of-Seven-Serie aus. In der folgenden Saison reichte es nur noch zu einem Erstrunden-Aus gegen die Philadelphia Phantoms, als sie deutlich mit 0:3 in der Best-of-Five-Serie unterlagen. Nach zwei Jahren wurde die Mannschaft 1997 nach Cincinnati, Ohio umgesiedelt und in Cincinnati Mighty Ducks umbenannt, da die Mannschaft fortan als Farmteam der Mighty Ducks of Anaheim diente.

## Trainer
Abkürzungen: GC = Spiele, W = Siege, L = Niederlagen, T = Unentschieden, OTL = Niederlagen nach
Overtime, Pts = Punkte, Win % = Siegquote
| Name       | Saison  | Reguläre Saison | Reguläre Saison | Reguläre Saison | Reguläre Saison | Reguläre Saison | Reguläre Saison | Reguläre Saison | Playoffs | Playoffs | Playoffs |
| Name       | Saison  | GC              | W               | L               | T               | OTL/SOL         | Pts             | Win %           | GC       | W        | L        |
| Walt Kyle  | 1995/96 | 80              | 33              | 36              | 9               | 2               | 77              | .413            | 12       | 6        | 6        |
| Moe Mantha | 1996/97 | 80              | 30              | 37              | 10              | 3               | 73              | .375            | 3        | 0        | 3        |

* Wechsel während der laufenden Saison;
** Interimstrainer

## Saisonstatistik
Abkürzungen: GP = Spiele, W = Siege, L = Niederlagen, T = Unentschieden, OTL = Niederlagen nach Overtime SOL = Niederlagen nach Shootout, Pts = Punkte, GF = Erzielte Tore, GA = Gegentore, PIM = Strafminuten
| Saison  | GP  | W  | L  | T  | OTL | SOL | Pts | GF  | GA  | PIM  | Platz            | Playoffs                                                                                          |
| 1995/96 | 80  | 33 | 36 | 9  | 2   | —   | 77  | 279 | 299 | 1895 | 3., South        | Sieg im Conference Quarterfinal, 3:2 (Hershey) Niederlage im Conference Semifinal, 3:4 (Syracuse) |
| 1996/97 | 80  | 30 | 37 | 10 | 3   | —   | 73  | 251 | 285 | 1877 | 4., Mid-Atlantic | Niederlage im Division Semifinal, 0:3 (Philadelphia)                                              |
| Gesamt  | 160 | 63 | 73 | 19 | 5   | —   | 150 | 530 | 584 | 3772 |                  | 2 Playoff-Teilnahmen 3 Serien: 1 Sieg, 2 Niederlagen 15 Spiele: 6 Siege, 9 Niederlagen            |

## Team-Rekorde

### Karriererekorde
Spiele: 146  Bobby Marshall
Tore: 42  Sean Pronger
Assists: 70  Craig Reichert
Punkte: 102  Craig Reichert
Strafminuten: 420  Jeremy Stevenson